# Jonas Svantesson
Jonas Svantesson, född 9 oktober 1972 är en svensk volleybollspelare och -tränare.
Svantessons moderklubb är Piteå VBK. Som spelare spelade han med IKSU, Floby VK och Örkelljunga VK. Han spelade 94 landskamper med herrlandslaget och deltog vid VM 1994.
Han började sin tränarkarriär med Tierps VBKs herrlag säsongen 2009/2010 och fortsatte med att därefter träna Örkelljunga VK fram till 2018. Därefter gick han över till att träna Örebro Volley damlag. Svantesson har under lång tid varit knuten till damlandslaget, främst som assisterande tränare, men under 2019 även som förbundskapten då förbundet letade en ersättare till Guillermo Gallardo. Sedan 2022 är han assisterande tränare för landslag.